# پورشه ۹۶۸
پورشه ۹۶۸ (به انگلیسی: Porsche 968) خودروی لوکس و اسپورتی بود، که از سال ۱۹۹۲ تا ۱۹۹۵ توسط شرکت پورشه و در کشور آلمان تولید می‌شد. طراحی آن از نوع خودروهای موتور جلو-محور عقب بوده است.